# Strangalia montivaga
Strangalia montivaga là một loài bọ cánh cứng trong họ Cerambycidae.